# Šuša
Šuša (ázerbájdžánsky Şuşa, arménsky Շուշի Šuši, rusky Шуша) je město v Ázerbájdžánu, v oblasti Náhorní Karabach na Kavkaze. Město má přezdívku Perla Karabachu, případně karabašský Jeruzalém.
Podle většiny zdrojů byla Šuša založena roku 1752 chánem Panahem Alim, zakladatelem Karabašského chanátu. Podle arménských zdrojů v těchto místech již v raném středověku stála arménská osada a pevnost. Od poloviny 18. století do roku 1822 byla Šuša sídelním městem Karabašského chanátu, po ruské expanzi na Kavkaz, kdy bylo území chanátu začleněno do Ruského impéria a chanát jako takový zrušen, byla Šuša hlavním městem provincie Karabach (1822–1840) a poté okresním městem Jelizavetpolské gubernie (1840–1923).
Na přelomu 19. a 20. století měla Šuša kolem 25 000 obyvatel a byla jedním z největších a nejvýznamnějších měst a kulturních center v Zakavkazsku. Během 20. a 21. století se však město stalo opakovaně místem těžkých střetů mezi arménskou a muslimskou/ázerbájdžánskou populací. Město se stalo dějištěm opakovaných pogromů, jak Arménů vůči Ázerbájdžáncům, tak Ázerbájdžánců vůči Arménům, i místem těžkých bojů během válek v Karabachu (1988–1994 a 2020). Střídavě byli z města vyháněni Arméni i Ázerbájdžánci, podle toho, kdo zrovna město kontroloval, takže populace silně fluktuovala. Rozsáhlé části města byly zničeny. Význam Šuše poklesl a na místě administrativního centra Karabachu jí vystřídal Stěpanakert.
Po druhé válce v Náhorním Karabachu (2020) je Šuša pod kontrolou Ázerbájdžánu, pod který administrativně spadá již od dob rozpadu Sovětského svazu (ovšem mezi lety 1992 a 2020 byla de facto pod kontrolou neuznané Republiky Arcach).
V Šuše se nalézají jak arménské, tak ázerbájdžánské kulturní památky. Šuša je spojena s hudebními tradicemi ázerbájdžánského lidu. Město je domovem jedné z předních škol mugamu, tradičního ázerbájdžánského žánru vokálního a instrumentálního umění. Východoarménská verze čtyř evangelií (Bible svatá) byla dokončena v roce 1830 právě v Šuše a teprve poté byla vydána v Moskvě. Šuša se také proslavila zdejšími ručně tkanými koberci.
Staré arménské přísloví říká, že kdo ovládá Šušu, ovládá celý Náhorní Karabach.

## Název
Šuša znamená „sklo“ a vzniklo odvozením od perského slova Shīsha (sklo). V minulosti se město také nazývalo Panahabad (tedy Panahovo Město), což bylo k poctě Panah Ali Chána, zakladatele Karabašského chanátu. 
Vládce Bardy pozval Panah Ali Chán k návštěvě města, vyrazil s ním na lov do nedalekých hor a lesů. Chána fascinovala místní příroda a měl prohlásit: „Jak úžasné místo, jak čistý a průhledný vzduch, jako by byl ze skla (ázerbájdžánsky şüşə). Zde by bylo krásné založit nádherné město“. A tak se stalo a bylo založeno nové karabašské město, pojmenované Šuša. V roce 1834 tuto verzi o původu názvu města citoval ve svých poznámkách ruský spisovatel a vojenský historik Platon Zubov.
Podle arménských zdrojů, Šuša může být odvozeno z karabašského nářečí arménštiny od slova šoš/šuš (arménsky: շոշ/շուշ) znamenající „výhonek“ nebo „mladý strom“. Existují písemné prameny, že v 15. století existovala osada označovaná jako Šušu, podle arménských historiků je to právě dnešní Šuša. 

## Dějiny

### Založení města
Šuša byla založena v roce 1752 zakladatelem a prvním vládcem Karabašského chanátu – Panah Ali Chánem. Tuto verzi potvrzuje i americký misionář Eli Smith, který napsal knihu Misijní výzkumy v Arménii: „Včetně cesty přes Malou Asii a do Gruzie a Persie s návštěvou nestoriánských klášterů a chaldejských křesťanů, ve které uvádí, že Chán Panah Ali postavil město Shoosha a nazval ho Penáh-abád, které bylo jeho vlastním jménem“. Arménský historik Raffi také zdůrazňuje tuto verzi, o založení města chánem. Tuto verzi potvrzuje také Velký encyklopedický slovník a Geografický ústav Ruské akademie věd, kde udávají datum založení města 1752. 
Podle arménské verze existovala osada Šuša již po staletí a pouze Panah Ali Chán se rozhodl v ní postavit pevnost, ale použil již existující arménské město. Arménská encyklopedie uvádí, že pevnost Šuša existovala již na začátku středověku a byla známá pod jménem Šikakar. Podle jiné arménské verze byla v roce 1752 Šuša postavena na troskách starověkého arménského města Šuše, které ve středověku zničili Mongolové. 
Britský historik Christopher Walker nazývá zakladatelem Šuše arménského melika Šachnazara a jeho spojence Panah Ali Chána. Město bylo podle něho založeno na ochranu proti ostatním arménským melikům. 
Později se Šuša stala hlavním městem Karabašského chanátu a po Tbilisi a Baku třetím nejdůležitějším kulturním centrem v celém Zakavkazsku. Koncem 18. století byla Šuša opevněným městem a v předměstí byly četné řemeslné čtvrti. Obchodníci ze Šuše obchodovali s perskými městy a Moskvou, ve městě chán nechal razit vlastní stříbrné mince nazývané Panahabadi.

### Ruské období
Na začátku 19. století se Ruské impérium začalo na Kavkaze rozšiřovat na úkor Persie a Osmanské říše. Po anexi Gruzie v roce 1801 přijaly některé chanáty v následujících letech ruský protektorát. V roce 1804 ruský generál Pavel Dmitrijevič Cicianov (také znám gruzínsky jako Pavle Dimitris dze Tsitsishvili) přímo napadl Perskou říši a zahájil rusko-perskou válku v letech 1804–1813. Během této války byla uzavřena dohoda mezi Karabašským chanátem a Ruským impériem o převodu Karabašského chanátu pod ruskou vládu. Tato dohoda ale neměla prakticky žádný význam, protože obě strany stále válčily a Rusové neměli v tu dobu sílu si upevnit moc nad Karabašským chanátem.
Ruské impérium upevnilo svou moc v Karabašském chanátu teprve po Gulistánské dohodě v roce 1813, kdy Persie byla nucena uznat ztrátu většiny svých kavkazských chanátů (na území dnešního Dágestánu, Ruska a Ázerbájdžánu) ve prospěch Ruska. Absolutní konsolidace ruské moci nad Karabachem a tím i nad Šušou byla potvrzena výsledkem rusko-perské války v letech 1826–1828. 

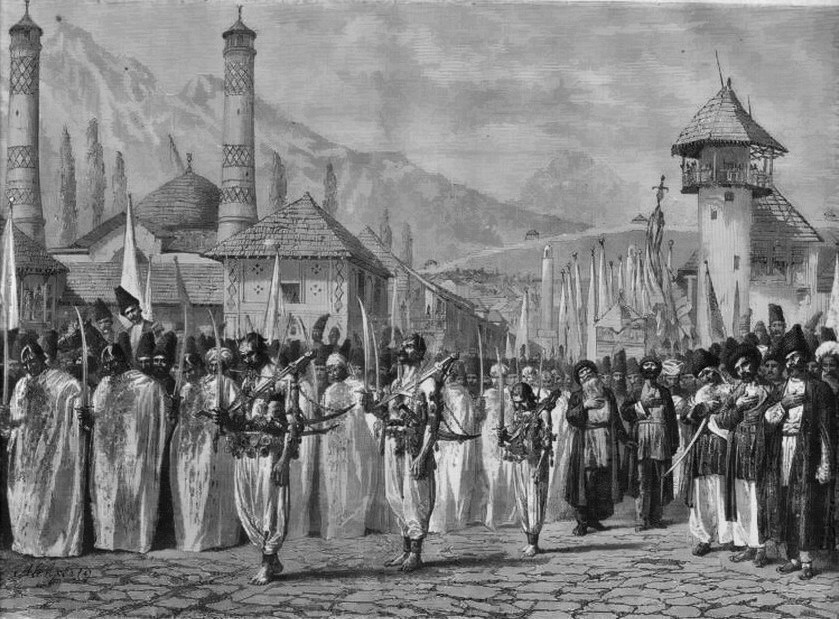
Náboženský průvod během svátku Moharrem v Šuše (rok 1865)

Během poslední rusko-perské války v letech 1826–1828 šušské opevnění odolávalo několik měsíců, když se Rusům podařilo znovu dobýt Jelizavetpol, bylo zrušeno perské obléhání města, které se tak ubránilo. Šuša ale přestala být hlavním městem chanátu, který byl v roce 1822 zrušen a místo toho se stala administrativním hlavním městem ruské provincie Karabach (1822–1840) a poté se stala okresním městem Jelizavetpolské gubernie (1840–1923). Šuša rychle rostla a rozvíjela se, což bylo podpořeno masivní migrační vlnou Arménů z Persie.

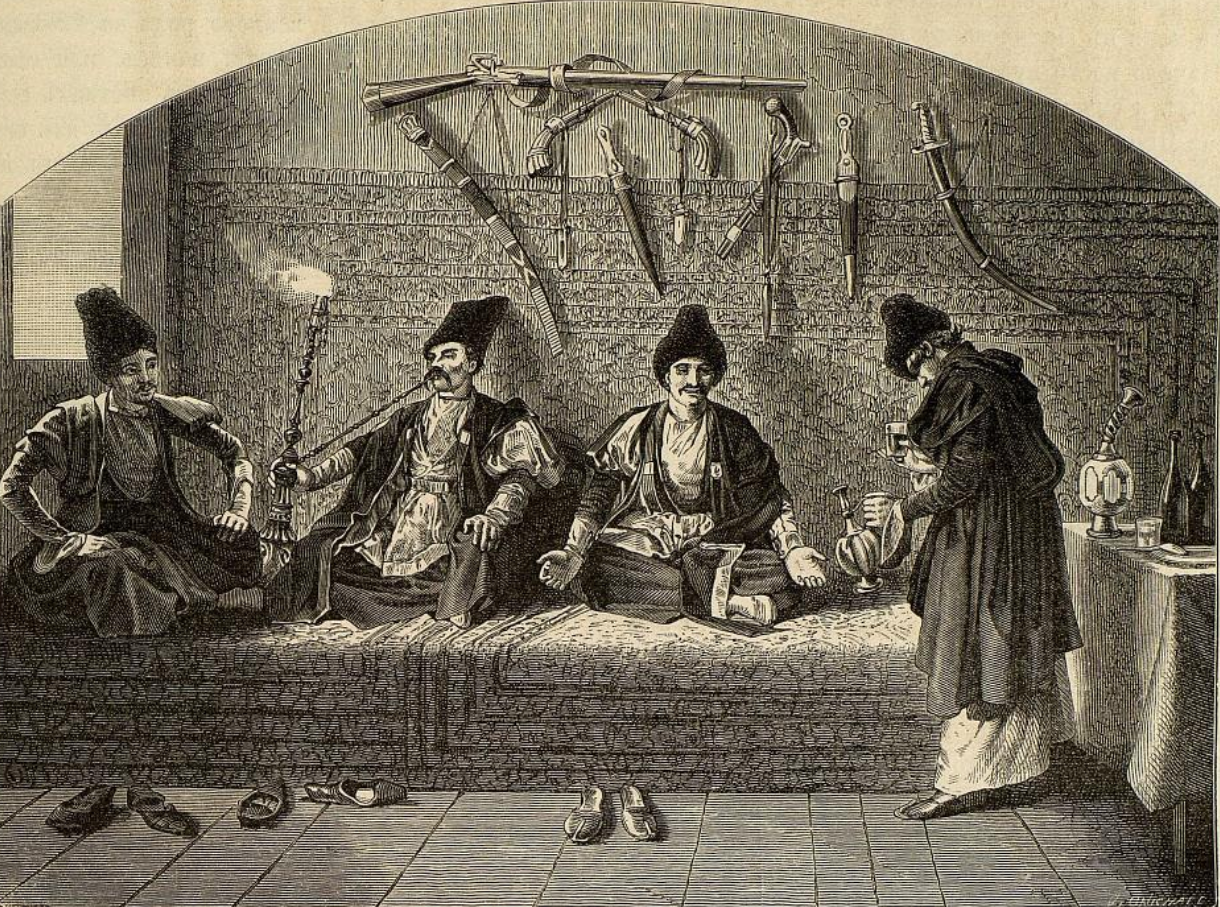
Ázerbájdžánská kavárna – rok 1865 – Šuša

Začátkem třicátých let 19. století byla Šuša rozdělena na dvě části: muslimové (dnešní Ázerbájdžánci) žili ve východních dolních čtvrtích, zatímco arménští křesťané se usadili v relativně nových západních horních čtvrtích města. Muslimská část města byla rozdělena na sedmnáct čtvrtí. Každá čtvrť měla vlastní mešitu, turecké lázně, vodní pramen a také zástupce čtvrti, který byl volen mezi staršími a fungoval jako jakýsi vedoucí obce. Arménská část města se skládala ze dvanácti čtvrtí, pěti kostelů, městské a okresní školy a dívčího semináře.
Obyvatelstvo města se zabývalo především obchodem, chovem koní, tkaním koberců a výrobou vína a vodky. Šuša byla také největším centrem výroby hedvábí na Kavkaze. Většina muslimů ve městě se věnovala chovu ovcí a koní, proto měla polokočovný život, zimu trávila v nížinném Karabachu na zimních pastvinách a léto na letních pastvinách v Šuše. V 19. století byla Šuša jedním z největších kavkazských měst, větší a více prosperující než Baku nebo Jerevan. Šuša stála uprostřed karavanních cest a měla deset karavanserájí. V roce 1824 prošel městem George Keppel, hrabě z Albemarle, a našel zde dvě tisíce domů a tři čtvrtiny obyvatel muslimů a čtvrtinu Arménů. Ve svých pamětech popisoval hedvábí, zpevněné cesty, velké kamenné domy a ušlechtilé koně. Dále o městě napsal: Jazykem místních obyvatel je dialekt turečtiny. Ale obyvatelé, kromě Arménů, zcela běžně mluví a píší persky. Obchod zajišťují ve městě Arméni, kteří obchodují s městy Šeki, Nachičevan a Tabríz.

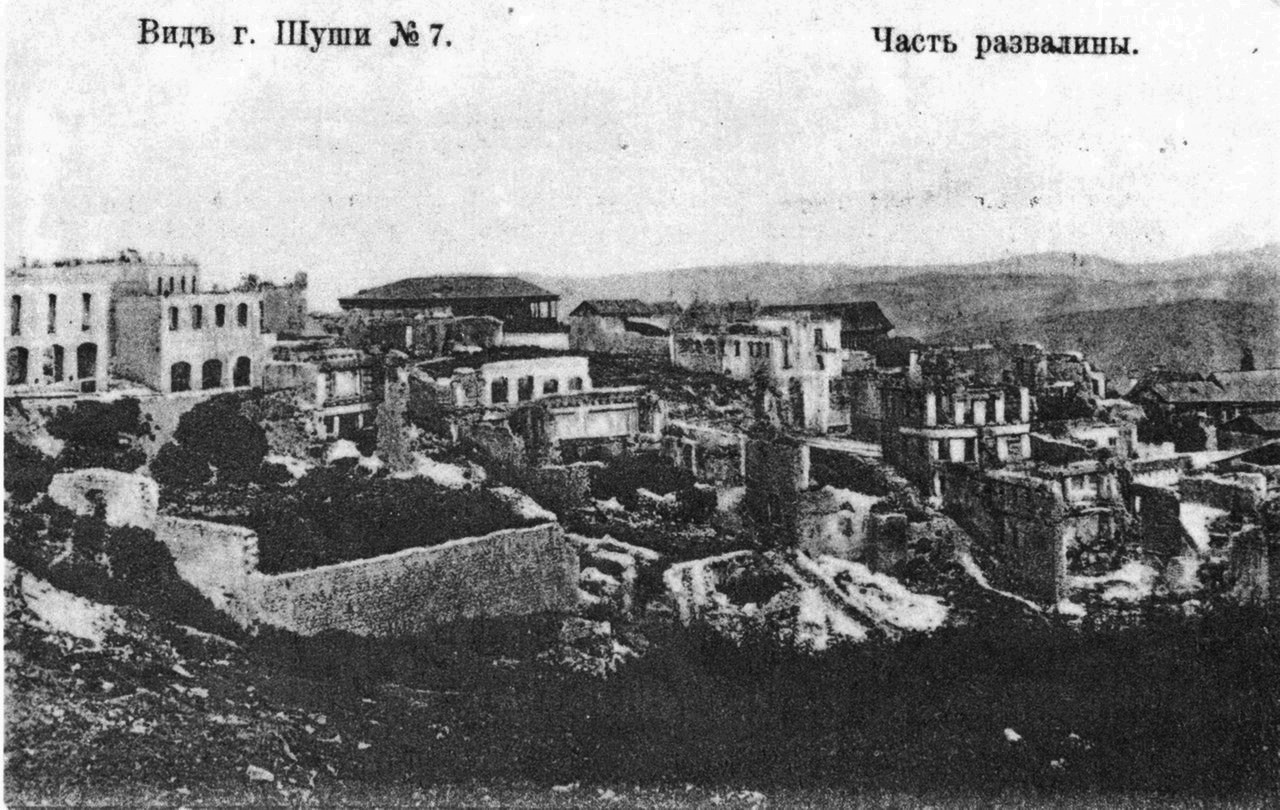
Šuša roku 1920 – ruiny města po velkém pogromu na Armény

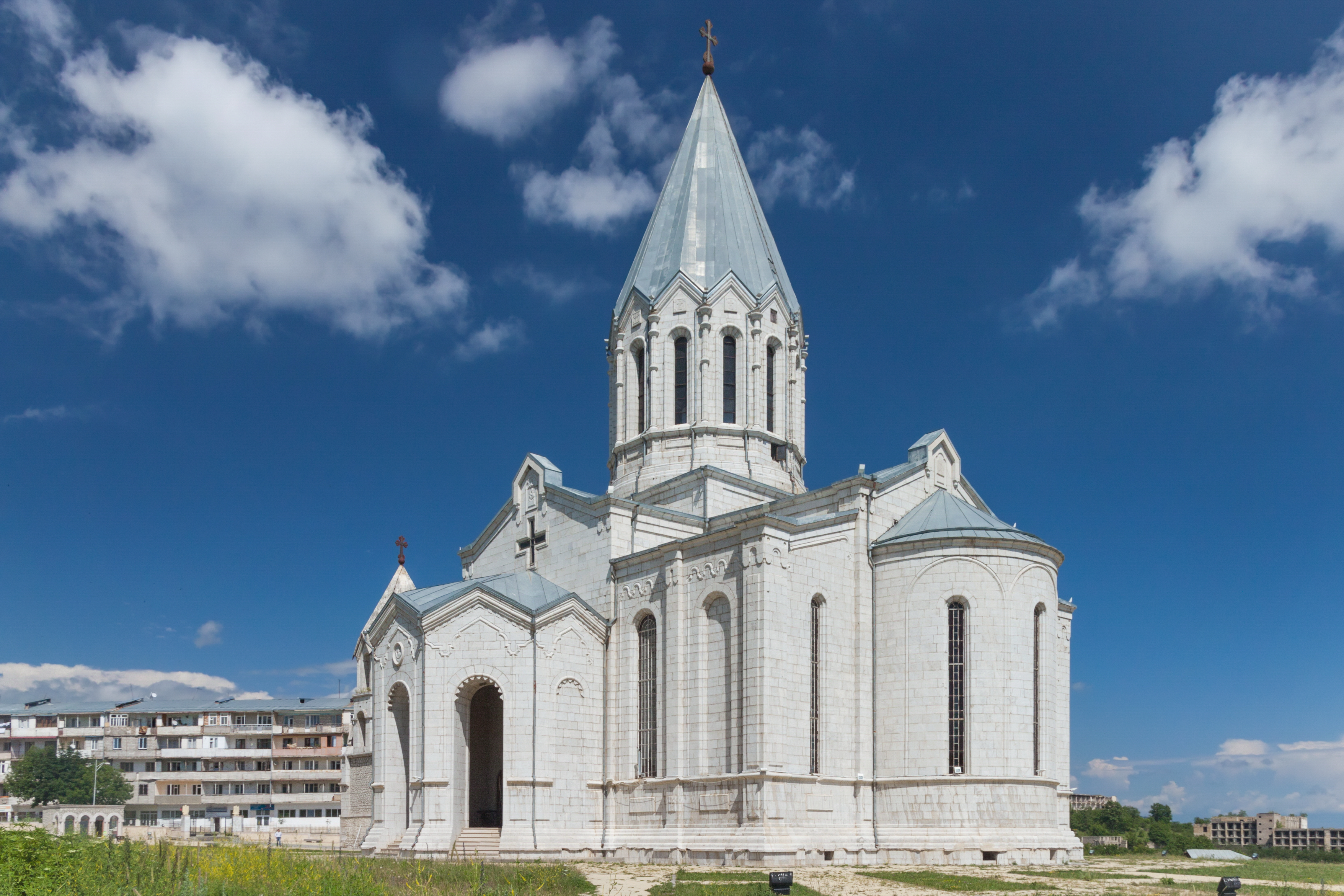
Katedrála Krista Spasitele (2014)

Roku 1887 byla ve městě dostavěna Katedrála Krista Spasitele, jeden z největších arménských kostelů na světě a symbol prosperity arménské komunity ve městě.

### Začátek 20. století
První arménsko-ázerbájdžánské střety v Šuši se datují do počátku 20. století. V 90. letech 19. století carská vláda cíleně navyšovala arménské zastoupení v místních správních orgánech, aby oslabila vliv místní muslimské šlechty. V důsledku reforem z roku 1892 začali Arméni převládat v městských radách měst jako Šuša, Baku a Jerevan, což vyvolalo nespokojenost mezi muslimskou populací. Carské úřady, znepokojené nadměrně zvýšeným vlivem arménské buržoazie ve velkých městských centrech, se pokoušely tento vliv neutralizovat tím, že vyvolávaly negativní nálady mezi muslimy. Následné reformy v mocenských strukturách však vedly pouze ke zhoršení situace v Šuše i v celém východním Zakavkazsku, což zase způsobilo nespokojenost mezi arménskou inteligencí, která se nechtěla vzdát svých politických a ekonomických pozic. Po událostech z roku 1905 v Baku, Jelizavetpolu a dalších městech východního Zakavkazska došlo k arménsko-ázerbájdžánským střetům i v Šuše.
První střety z léta 1905 vyprovokovali arménští nacionalisté z Arménské revoluční federace. K výrazně větším šarvátkám však došlo o rok později, v létě 1906. Nepokoje v Šuše trvaly 5 dní, obě strany používaly taktiku spálené země, což vedlo k rozsáhlým požárům a značným škodám. Na arménské straně bylo vypáleno mnoho domů, celá obchodní čtvrť a divadlo, na ázerbájdžánské straně bylo zničeno asi 80 domů. Zemřelo asi 300 lidí, z toho 200 muslimů. Materiální škody činily kolem 5 miliónů rublů.

### 1918–1920
Dne 28. května 1918 prozatímní národní rada Ázerbájdžánu vyhlásila vytvoření samostatného státu – Ázerbájdžánské demokratické republiky – na území bývalých gubernií Ruské říše Baku a Jelizavetpol, včetně Karabachu a Zangezuru. Arménská populace Karabachu a Zangezuru však kategoricky odmítla uznat autoritu ADR. 22. července 1918 se v Šuše konal I. kongres Arménů z Karabachu, který vyhlásil nezávislost Náhorního Karabachu a zvolil jeho vlastní vládu. V září 1918 byla na II. kongresu Arménů z Karabachu vláda přejmenována na Arménskou národní radu v Karabachu.
Podle arménského obyvatelstva se nové vládě podařilo nastolit v anarchii postiženém regionu pořádek: „bezuzdní byli zkroceni, lupiči byli vyhnáni, arménští špioni Ázerbájdžánu (takto to doslova stojí v textu) zastřeleni. Život se začal vracet k normálu“. Zpráva N. Michajlova, člena Mimořádné vyšetřovací komise vytvořené parlamentem ADR, však uvádí, že právě v této době začaly pogromy muslimské populace v Šuše a okrese Šuša ze strany Arménů. Zpráva zaznamenává údaje o více než stovce zabitých muslimů, včetně žen, starších osob a dětí. Zpráva uvádí, že zabíjení muslimů bylo doprovázeno rabováním a krádeží jejich majetku, vypalováním domů a dalších budov.
Vláda ADR se mezitím pokusila podrobit si Náhorní Karabach s pomocí tureckých jednotek, které napadly Zakavkazsko po podpisu brestlitevského míru mezi ústředními mocnostmi a sovětským Ruskem. Velitel tureckých vojsk Nuri Paša předložil Národní radě v Karabachu ultimátum k uznání moci ADR, ale II. kongres Arménů v Karabachu, svolaný 6. září 1918, jej odmítl. V září byla Šuša obsazena kombinovanými ázerbájdžánsko-tureckými jednotkami, které odzbrojily arménské jednotky a masově zatýkaly místní arménskou inteligenci.
V listopadu 1918, po kapitulaci Turecka, evakuaci tureckých vojsk z Karabachu a vstupu britských vojsk do Ázerbájdžánu, byla moc v Karabachu opět předána Arménské národní radě v Karabachu.
Dne 15. ledna 1919 britské velení před konečným řešením kontroverzních otázek na pařížské mírové konferenci schválilo Khosrova beje Sultanova, jmenovaného ázerbájdžánskou vládou, jako generálního guvernéra Karabachu (a Zangezuru). Arméni byli šokováni nejen britskou otevřenou podporou ázerbájdžánských úřadů, ale také samotnou volbou generálního guvernéra: Khosrov bej Sultanov byl znám svými pantureckými a protiarménskými názory a svou účastí při masakru Arménů v Baku v září 1918.
Sultanov přijel do Šuše 10. února. Národní rada Arménů v Karabachu ho však odmítla poslechnout a ve městě tak vzniklo de facto dvojvládí. 23. dubna vyhlásil V. kongres Arménů v Karabachu za nepřijatelný „jakýkoli správní program, který má alespoň určitou souvislost s Ázerbájdžánem“ [104].
Mezitím Sultanov se souhlasem Britů zablokoval spojení a obchod Náhorního Karabachu s pláněmi, což v Náhorním Karabachu vyvolalo hladomor. Současně organizoval pod vedením svých dvou bratrů nepravidelné kurdsko-tatarské jezdecké jednotky.
Dne 4. června se ázerbájdžánská armáda pokusila obsadit arménské pozice a arménskou část města. Útok byl odražen a strany byly odděleny britskými sipáhími, pod jejichž ochranou byly o tři dny později ázerbájdžánské jednotky přivedeny do arménské čtvrti a obsadily zdejší kasárna. Podle prohlášení Arménské národní rady v Karabachu vydal Sultanov přímé příkazy k masakrům a pogromům v arménských okresech („Můžete dělat všechno, jen nepodpalujte domy. Potřebujeme domy.“.)
Současně s událostmi v Šuše zmasakrovali Ázerbájdžánci několik arménských vesnic. 5. června oddíl vedený Sultan bejem Sultanovem (bratrem guvernéra) zcela zničil vesnici Gajballu (arm. Gajbalušen, známou také jako Kajbalikend), která se nacházela, jak Britové explicitně zaznamenali, „přímo vedle Šuše v přímém výhledu ze Sultanovova domu.“ Podle Britů přežilo ze 700 obyvatel 11 mužů a 87 žen a dětí. Ázerbájdžánský důstojník, který zastavil pogromy ve dvou arménských vesnicích, byl Sultanovem potrestán. Na základě těchto skutečností zástupce britského velení, plukovník Kloterberg, ve své zprávě požadoval, aby byl Sultanov postaven před soud.
Dne 12. srpna byl v Šuše zahájen VII. kongres Arménů z Karabachu. V reakci na to Sultanov nařídil zablokovat dálnici Šuša-Jevlach a všechny silnice vedoucí do Náhorního Karabachu, namířil zbraně na arménskou část města a do 48 hodin požadoval uznání autority Ázerbájdžánu. Vzhledem k tomu, že britská posádka, která se připravovala na blížící se evakuaci z Ázerbájdžánu, se již ze Šuše stáhla, ocitli se Arméni v beznadějné pozici a 22. srpna uzavřeli dohodu, podle níž Náhorní Karabach oznámil, že se považuje „dočasně za hranice“ Ázerbájdžánské republiky “(do vydání konečného rozhodnutí na pařížské mírové konferenci). Guvernér jmenoval arménského asistenta a 6 poradců (tři Armény a tři muslimy); Arméni si udrželi samosprávu; Ázerbájdžán měl právo udržovat posádky v Šuše a Chankendi pouze za mírovými účely; nemohl vyslat vojáky do Náhorního Karabachu bez souhlasu Arménské národní rady; odzbrojení obyvatelstva bylo odloženo až do rozhodnutí pařížské mírové konference. Podle britského novináře Roberta Scotlanda Liddella, který navštívil Karabach, byl v regionu nastolen mír, k němuž však podle obyvatel nikdy nedošlo.
Dohoda uzavřená v srpnu 1919 omezila ázerbájdžánskou administrativní a vojenskou přítomnost v Náhorním Karabachu a stanovila vnitřní autonomii regionu. Téměř okamžitě však byla dohoda porušena, ázerbájdžánské jednotky vstoupily do Náhorního Karabachu a soustředily se na hranici se Zangezurem. 19. února 1920 Sultanov kategoricky požadoval, aby Arménská národní rada Karabachu okamžitě vyřešila otázku „konečného vstupu Karabachu do Ázerbájdžánu jako jeho neoddělitelné ekonomické součásti“. Ázerbájdžán soustředil své jednotky a nepravidelné ozbrojené oddíly kolem Náhorního Karabachu. Turecký generál Khalil Paša přijel do Šuše jako vojenský poradce.
Ve dnech 28. února – 4. března se v Šuše konal VIII. Kongres Arménů z Karabachu, který odmítl požadavek Sultanova, obvinil guvernéra z četných porušení mírové dohody: „přivedl vojáky do Karabachu bez svolení národní rady a organizoval vraždy Arménů“.
Sultanov, který se snažil posílit svou kontrolu nad Karabachem, zakázal Arménům bez povolení opustit Šušu, nařídil registraci Arménů, kteří sloužili v ruské armádě a vypracoval plány na zničení arménských osad mezi Zangezurem a Karabachem, aby přerušil spojení mezi těmito regiony.
Porušení podmínek srpnové dohody ázerbájdžánskou stranou podle Richarda Hovhannisjana nakonec vedlo koncem března 1920 k neúspěšnému pokusu o ozbrojené povstání.
V noci z 22. na 23. března, během oslav svátku Nourúz, zaútočily arménské ozbrojené síly na ázerbájdžánské posádky v Šuše, Askeranu a Chankendi a pokusily se Ázerbájdžánce překvapit.
V Šuše se však díky nekoordinovaným akcím arménských oddílů podařilo ázerbájdžánským jednotkám zorganizovat obranu šušské pevnosti a s rozbřeskem zaútočit zpět na útočníky, po čemž za účasti místního ázerbájdžánského obyvatelstva následoval masakr v arménských čtvrtích. Během pogromu zahynulo nejméně 500 Arménů a veškeré arménské obyvatelstvo opustilo město. Arménská část města byla zničena v důsledku požárů, které vypukly. Tisíce Arménů prchaly za pomoci husté mlhy z města po silnici přes Dašaltu směrem do Varandy. Mezi oběťmi byl arménský biskup Vagan, který byl Ázerbájdžánci oběšen, a vedoucí městské policie Avetis Ter-Ghukasjan, který byl upálen zaživa.
26. května arménské noviny „Zhoghovurd“ („Lidé“) informovaly: „… v důsledku bojů v Karabachu bylo město Šuša a více než 30 vesnic zničeno a vypleněno, a zhruba 25 000 lidí je na útěku. Podle záznamu z 28. dubna se ve Varandě a Dizaku nacházelo 12  335 uprchlíků, z toho 5975 městští obyvatelé, hladoví, nazí a bosí. Další uprchlíci jsou rozptýleni v okresech Khačen a Jevanšir, kde kvůli narušenému spojení nejsou známy přesné počty. Celkově lze v těchto oblastech počítat s přibližně 25 500 uprchlíky, kvůli jejichž umístění jsou vyčleňovány vhodné veřejné a soukromé budovy. Varanda a Dizak pociťují potíže s jídlem.“
Ruiny arménských čtvrtí v Šuše zůstaly nedotčené jako noční můra po více než čtyřicet let. V roce 1930 přišel do města básník Osip Mandelstam, který byl zděšen prázdnými tichými ulicemi. V jedné ze svých básní píše o hrůze „čtyřicet tisíc oken“, která na něj tlačila. V roce 1961 nařídilo komunistické vedení v Baku demolici ruin, ačkoliv bylo možno obnovit velké množství těchto starých arménských budov.

### Šuša v období SSSR

Busta Molly Panah Vagifa

Po pogromu v roce 1920 zůstali ve městě téměř jen Ázerbájdžánci. V rámci procesu sovětizace došlo v letech 1920–1937 k likvidaci kulaků, šlechty, řemeslníků a bohatších vrstev šušského obyvatelstva. Většina šušských komunistických úředníků a komisařů byli Arméni dosazeni do města sovětskými úřady, kteří do třídních rozdílů přenášeli i arménsko-ázerbájdžánskou nenávist živenou posledními pogromy. Mnoho příslušníků šušské šlechty bylo zastřeleno na veřejnosti, stovky rodin viděly jediný způsob jak uniknout pronásledování v emigraci do Turecka a do Íránu. Ázerbájdžánská elita z města díky represím mizela, naopak sovětskými úřady byla dosazována komunistická moc v podobě Arménů.
Během sovětské éry se správní status Šušy několikrát změnil. Rozhodnutím pléna kavkazského předsednictva ústředního výboru PKbP z 5. července 1921 byla označena za centrum nově zřízené autonomní oblasti Náhorní Karabach. Nicméně dne 7. července 1923 se novým hlavním městem provincie stalo Chankendi. Šuša se stala centrem stejnojmenného okresu, který zahrnoval dalších 12 vesnic. Šuša tak byla po více než 170 letech zbavena svého ústředního postavení v rámci celého Karabachu.
Jednou z největších ran pro město Šuša bylo zbavení statusu okresního města, i když jen na krátkou dobu. Dne 4. ledna 1963 byla oblast Šuša zrušena a stala se součástí oblasti Stěpanakert. Teprve po odstranění Nikity Chruščova od moci, byl 6. ledna 1965 obnoven okresní status.
V roce 1977 se Šuša změnila na historicko-architektonickou rezervaci. Započalo se s výstavbou a obnovou, ale pouze východní ázerbájdžánské části města – byly stavěny nové obytné doby, muzea a mauzolea. Arménské památky nebyly zahrnuty do seznamu chráněných objektů, arménské hřbitovy a kostely Aguletsots a Megretsots byly zničeny a použity jako zdroj stavebního materiálu. Na konci 70. let bylo u hrobu ázerbájdžánského básníka a státníka 18. století Molly Panah Vagifa postaveno mauzoleum, při jehož otevření byl přítomen Hejdar Alijev.
V květnu až září 1988 probíhalo násilné vysídlování zbylé arménské populace z města ze strany ázerbájdžánských úřadů v čele s tajemníkem regionálního výboru v Šuše Niazem Hajim.

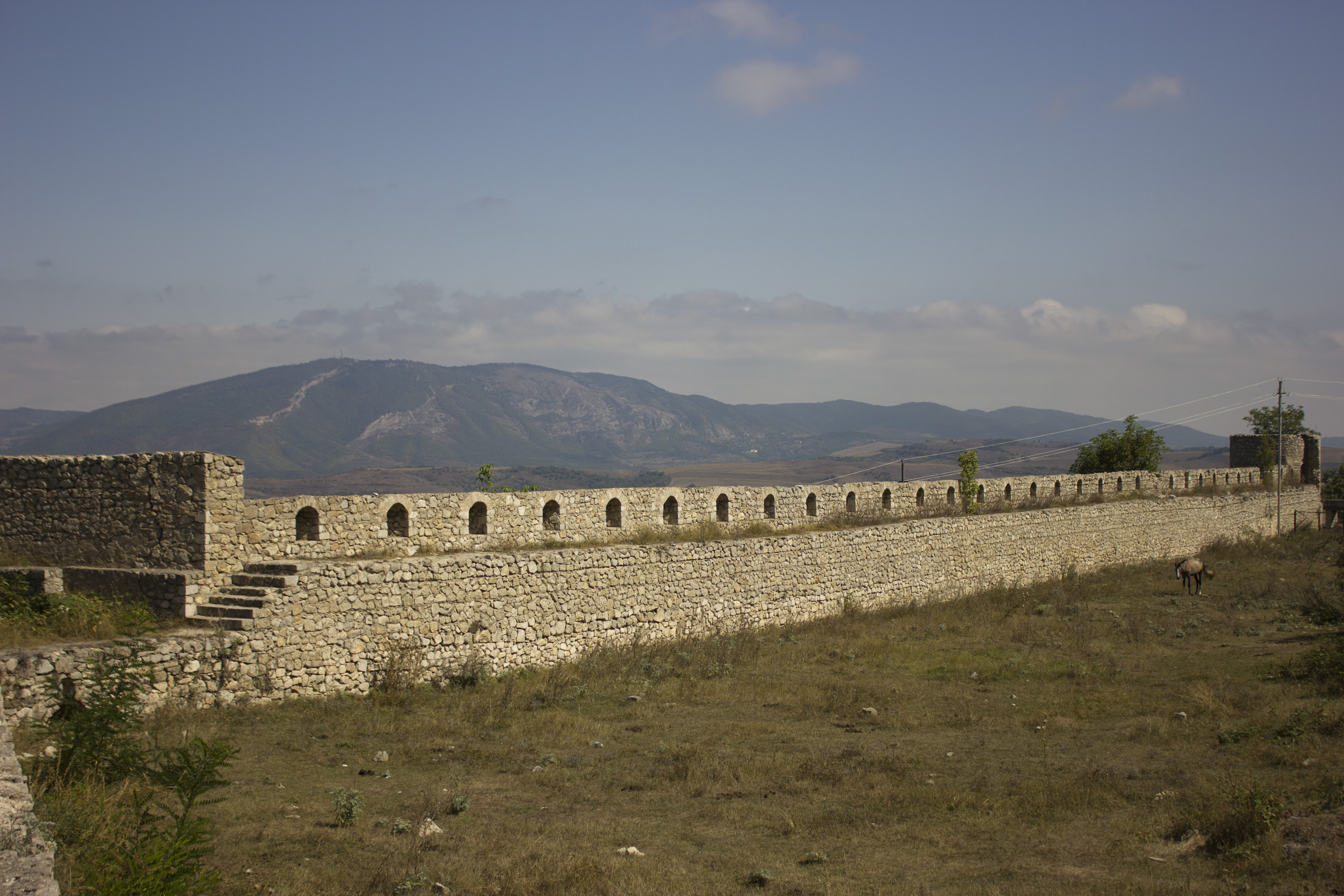
Pevnostní zdi v Šuše – rok 2013

Podle posledního sčítání lidu provedeného v SSSR žilo v roce 1989 v Šuše 17 tisíc lidí, Ázerbájdžánci představovali 98 % z celkového počtu obyvatel.

### Šuša v období karabašské války 1988–1994

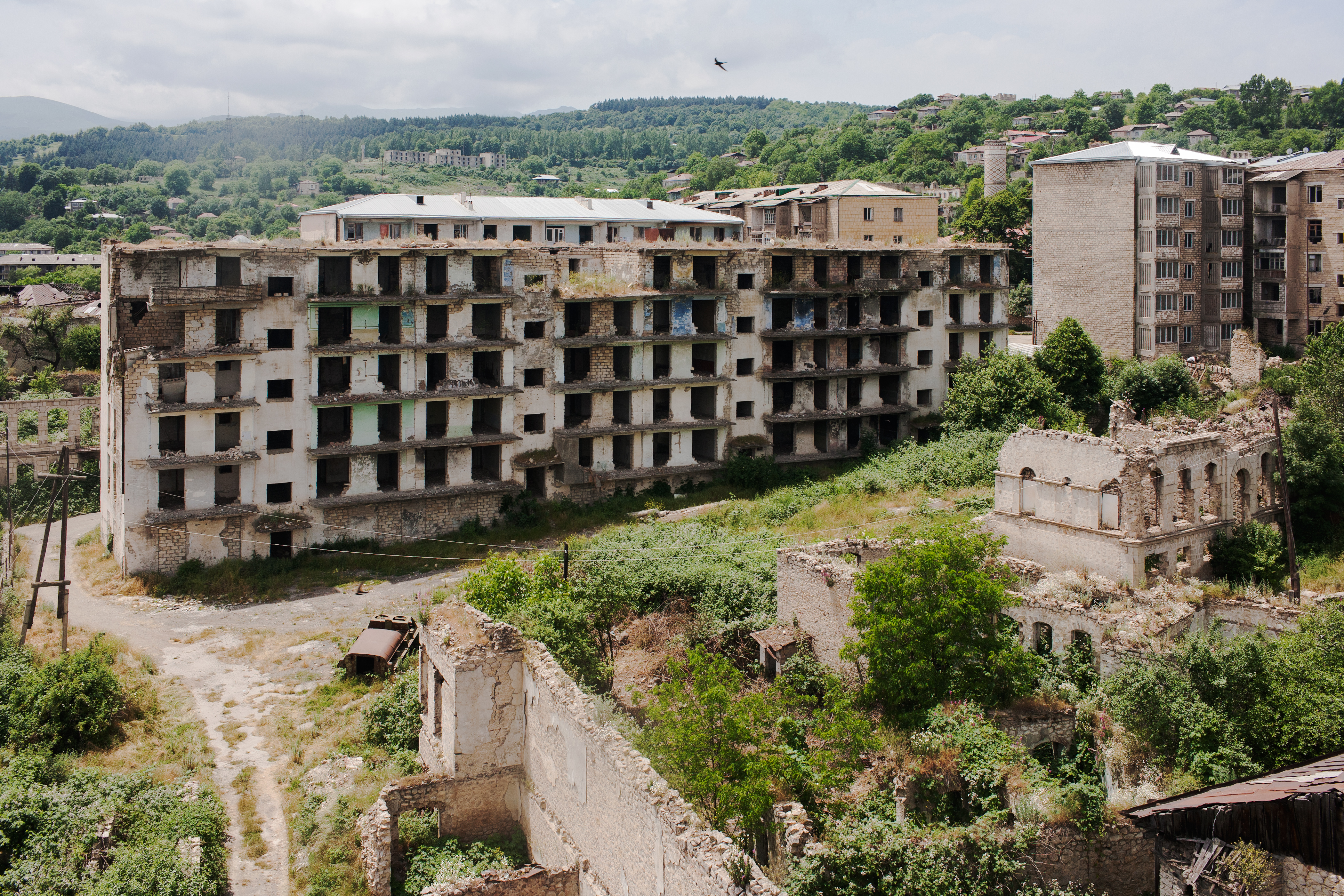
Šuša – rok 2010 – části města jsou stále v ruinách, domy vyhnaných Ázerbájdžánců jsou neobyvatelné

Se začátkem Války o Náhorní Karabach se v roce 1988 stala Šuša nejdůležitějším ázerbájdžánským městem v Karabachu, odkud bylo neustále ostřelováno hlavní město Stěpanakert. 9. května 1992 bylo město dobyto arménskými silami a více než 30 000 Ázerbájdžánců bylo vyhnáno. Město bylo Armény vypleněno a spáleno. Ještě v roce 2020 bylo více než 80 % města v troskách.

### Arménská nadvláda
V letech 1992–2020 bylo město Šuša pod kontrolou mezinárodně neuznané republiky Arcach. V roce 2020 tam žilo 4 000 obyvatel – většinou uprchlíků a potomků z ázerbájdžánských měst Sumgait a Baku. 
V září 2020 Arajik Harutjunjan, prezident neuznané republiky Arcach, oznámil záměr přenést karabašský parlament a hlavní soud do Šuše, protože je to kulturní a historické středisko Arcachu. Přesunutí bylo oznámeno na 9. května 2022. Proti tomuto záměru protestovaly ázerbájdžánské úřady a ázerbájdžánská strana to považovala za provokaci.
Během Války v Náhorním Karabachu (2020) se město stalo místem těžkých bojů a silného ázerbájdžánského ostřelování, které poškodilo důležité městské budovy, včetně historické arménské katedrály Krista Spasitele. Tři novináři byli zraněni, když natáčeli škody po ostřelování způsobené předchozího dne. Arménský ombudsman Artak Beglaryan uvedl na sociálních sítích, že Ázerbájdžánci úmyslně zasáhli katedrálu v době, kdy tam zahraniční novináři dokumentovali škody po předchozím ostřelování. Ázerbájdžánským ostřelováním byl také vážně poškozen místní Dům kultury. 

### Současnost
Dne 8. listopadu 2020 ázerbájdžánské vojenské jednotky město po čtyřdenní bitvě dobyly. Arménie nejprve ztrátu města popírala, ale 9. listopadu 2020 i arménské zdroje obsazení města potvrdily. Po uzavření příměří bylo okraji města zřízeno pozorovací stanoviště ruských mírových sil 15. samostatné motostřelecké brigády, která v té době již převzala kontrolu nad Lačinským koridorem. Další kontrolní stanoviště umístěné na rozcestí na silnici Goris-Chankendi u severního vstupu do města je hlídáno ázerbájdžánskou armádou. Arménská vláda a Arménská apoštolská církev si stěžovaly, že ázerbájdžánští vojáci zpustošili arménské kostely a kulturní památky, včetně poničené katedrály Krista Spasitele.
Ázerbájdžánci se ujali správy města a zahájili obnovu místní infrastruktury. Rovněž zahájili stavbu silnice Fuzuli–Šuša, která má usnadnit silniční spojení Šuše se zbytkem Ázerbájdžánu.
14. ledna 2021 město navštívil ázerbájdžánský prezident Ilham Alijev, vztyčil nad městem ázerbájdžánskou vlajku a byl při instalaci bust významných šušských rodáků ázerbájdžánské národnosti Uzeira Hadžibekova, Bulbula a Khursidbanu Natavanové. Tyto busty stály ve městě do roku 1992, kdy byly Armény poničeny a prodány do šrotu. Ázerbájdžánská vláda busty vykoupila v 90. letech ze šrotoviště, zrenovovala je a byly umístěny v Baku, kde se čekalo až budou moci být převezeny zpět do Šuše.
V květnu 2021 satelitní snímky zveřejněné organizací Caucasus Heritage Watch odhalily, že staletý arménský hřbitov severně od města tvořený 96 velkými hrobkami a chačkary z 13. století, byl zcela zničen, srovnán se zemí a ustoupil výstavbě nových budov ve městě.
V květnu 2024 se do města nastěhovali první ázerbájdžánští obyvatelé po skončení války. V počáteční fázi se nastěhovalo 88 lidí (20 rodin).

## Městské symboly

### Znak
Znak města Šuša byl schválen 21. května 1843. Horní polovina dělené štítové desky byla stejná jako obrázky na znacích z kaspické oblasti: první část zobrazuje tygra, druhá část hořící plyn. Zelená plocha pod polovinou znaku má osedlaného zlatého koně, což odkazuje na přítomnost místních plemen a rozvoj jezdectví v Šuše.

## Geografie
Území města je hornaté. Nejvyšším vrcholem je hora Velký Kirs (2.725 metrů). Kousek od města je známý Kečeldagský průsmyk. Jsou zde ložiska různých druhů stavebních materiálů a minerálních pramenů. 
Nedaleko od města byla unikátní Chánova jeskyně, 114 metrů dlouhá vápencová jeskyně. Nacházela se v nadmořské výšce 1.365 metrů nad mořem. Byla zničena Armény v roce 1992 při dobývání města.

### Podnebí
Většina území města a blízkého okolí patří do mírného horkého a chladného podnebí s výraznými suchými zimami. Průměrná teplota se pohybuje v rozmezí od −4 °C do −1 °C v lednu a v červenci 16–19 °C. Roční srážky jsou cca 700–800 mm.

## Kultura
Z důvodu historických specifik má Šuša arménské i ázerbájdžánské kulturní památky, v okolí města je také mnoho starověkých arménských vesnic.
Šuša je jedním z arménských náboženských a kulturních center na Kavkaze. Východoarménská verze čtyř evangelií (Bible svatá) byla dokončena v roce 1830 právě v Šuše a teprve poté byla vydána v Moskvě.
Město je také jedním z předních center ázerbájdžánské kultury. Šuša je spojena s hudebními tradicemi ázerbájdžánského lidu. Šuša je domovem jedné z předních škol mugamu, tradičního ázerbájdžánského žánru vokálního a instrumentálního umění.
Šuša je také velmi dobře známa pro ručně tkané koberce, podlahové krytiny. Podobný anatolský typ má jinou škálu barev. 
Šuša je kandidátem na zařazení na seznam Světového dědictví UNESCO z Ázerbájdžánu.
V roce 2021 Ázerbájdžán začal s opravami města, které považuje za svou kulturní kolébku. V roce 2021 se ve městě uskutečnil hudební festival Chary Bulbul a Dny poezie básníka Molly Panacha Vagifa.
V březnu 2022 byla v turecké Burse Šuša zvolena jako hlavní město turecké kultury pro rok 2023. Dne 25. září 2023 byla Šuša na 12. konferenci ministrů kultury členských zemí Organizace islámské spolupráce v katarském Dauhá prohlášena hlavním městem kultury islámského světa pro rok 2024.

### Muzeum historie Šuši
Muzeum historie Šuši je umístěné v rodinném domku z poloviny 19. století v centru historické části města. Muzeum je souborem artefaktů ilustrujících staletou minulost města, včetně bohatého archeologického materiálu z helénistického období, které změnilo dřívější myšlenky, že Šuša byla založena v 18. století. Sbírka muzea obsahuje mnoho etnografických materiálů, včetně zboží místních řemeslníků. Je zde také expozice ukazující běžný život obyčejných lidí ve městě v 19. století. Další materiály ilustrují zpustošení města v roce 1920. Zvláštní pozornost je věnována vojenské operaci o převzetí města Šuša 9. května 1992. Nachází se zde dioráma bitvy, která i v nejmenších detailech dokládá historii bojů.

### Státní geologické muzeum G. A. Gabrielyantsa
Státní geologické muzeum G. A. Gabrielyantsa ve městě Šuša bylo oficiálně otevřeno v roce 2014. Profesor Grigori. A. Gabrielyants, zakladatel muzea, je arménský geolog, který byl v letech 1989–1991 ministrem geologie SSSR. Muzeum má k dispozici asi 40 videí o různých přírodních úkazech, které jsou učebním materiálem během konferencí pro děti školního věku. Obzvláště zajímavá je fluorescenční místnost, která je nazývána magický svět.

## Obyvatelstvo
V Přehledu ruského majetku na Kavkaze z roku 1836 je uvedeno, že v pevnosti Šuša žije 936 ázerbájdžánských rodin a 762 arménských rodin.
Podle referenčního encyklopedického slovníku z roku 1847 žilo ve městě asi 10 200 obyvatel, skládajících se z 940 ázerbájdžánských rodin a 770 arménských rodin. Podle údajů Zakavkazského statistického výboru, získaných z rodinných záznamů pro rok 1886, žilo v Šuše 26 806 lidí, z toho 56,66 % byli Arméni a 43,26 % byli Ázerbájdžánci. 
Podle ceroruského sčítání lidu z roku 1897 ve městě žilo 25 881 lidí, z toho 14 420 Arménů, 10 778 Ázerbájdžánců, 359 Rusů a dále menšiny Poláků, Moldavanů, Rumunů a Kavkazských Němců.
Ve statistickém listu připojenému k Průzkumu Jelizavetpolské gubernie za rok 1913 měla populace ve městě 42 747 lidí (39 495 domorodých obyvatel a 3 252 dočasně pobývajících). Podle tohoto statistického listu ve městě bylo 22 153 Arménů, 18 685 Ázerbájdžánců, 1 254 Rusů, 10 židů a ostatních.
Podle ruských statistik z roku 1916 žilo ve městě 43 869 lidí, z toho 53 % Arménů a 44 % Ázerbájdžánců.
Po šušském pogromu na konci března 1920 zemřely tisíce Arménů a většina arménských obyvatel byla z města vyhnána nebo ze strachu utekla. Etnická skladba dvojnárodnostního města se tím dramaticky změnila. Po pogromu žilo ve městě 9 200 lidí, z toho jen 289 Arménů.
Podle posledního sčítání obyvatel SSSR v roce 1989 žilo ve městě 17 000 obyvatel, z toho 98 % byli Ázerbájdžánci.
Po první válce v Karabachu byli vyhnáni z města Ázerbájdžánci a město se proměnilo v ryze arménské. V roce 2005 ve městě žilo 3 191 lidí, roku 2015 tam bylo 4 064 lidí, většinou Arménů vyhnaných ze Sumgaitu a z Baku.
Během konfliktu v Karabachu v roce 2020 město opustilo arménské obyvatelstvo a po válce se začalo s návratem vysídlených Ázerbájdžánců a jejich potomků. První vysídlení Ázerbájdžánci se do města vrátili v květnu 2024.

## Slavné osobnosti města
- Armen Tachtadžjan (1910–2009) – arménský botanik
- Ibrahim Chalil Chan (1732–1806) – panovník Karabašského chanátu
- Churšidbanu Natavanová (1732–1806) – ázerbájdžánská básnířka
- Süreyya Ağaoğlu (1903–1989) – turecká právnička a spisovatelka ázerbájdžánského původu. Je první ženou právníkem v turecké historii.
- Karim bej Mehmendarov (1854–1929) – ruský a sovětský lékař ázerbájdžánského původu. Zakladatel rusko-ázerbájdžánské dívčí školy v Šuše (1912).
- Uzeir Hadžibekov (1885–1948) – ázerbájdžánský a sovětský hudební skladatel, vědec a pedagog.
- Jusif Vezir Čemenzeminli (1887–1943) – ázerbájdžánský spisovatel.

## Partnerská města
- Gyöngyös, Maďarsko (2013)[70]
- Erzurum, Turecko (2022)[71]
- Kayseri, Turecko (2022)[72]
- Turkestán, Kazachstán (2022)[73]
- Veliko Tarnovo, Bulharsko (2022)[74]
- Veszprém, Maďarsko (2023)[75]
- Chiva, Uzbekistán (2023)[76]
- Novi Pazar, Srbsko (2023)
- Isfara, Tádžikistán (2023)